# John Yuill
John Yuill (Durban, 12 dicembre 1948) è un ex tennista sudafricano.

## Carriera
In carriera ha vinto 2 titoli di doppio. Nei tornei del Grande Slam ha ottenuto il suo miglior risultato raggiungendo i quarti di finale di doppio misto a Wimbledon nel 1975, in coppia con la connazionale Rowena Sanders.

## Statistiche

### Doppio

#### Vittorie (2)
| Numero | Anno             | Torneo                           | Superficie | Compagno         | Avversari in finale            | Punteggio                 |
| 1.     | 20 luglio 1974   | Irish Open, Dublino              | Erba       | Colin Dowdeswell | Lito Álvarez Jorge Andrew      | 6-3, 6-2                  |
| 2.     | 29 novembre 1981 | South African Open, Johannesburg | Cemento    | Terry Moor       | Fritz Buehning Russell Simpson | 6-3, 5-7, 6-4, 6-7, 12-10 |

### Doppio

#### Finali perse (2)
| Numero | Anno            | Torneo                     | Superficie  | Compagno         | Avversari in finale            | Punteggio     |
| 1.     | 26 gennaio 1975 | ATP Birmingham, Birmingham | Sintetico   | Colin Dowdeswell | Jürgen Fassbender Karl Meiler  | 1-6, 6-3, 6-7 |
| 2.     | 20 luglio 1980  | Mercedes Cup, Stoccarda    | Terra rossa | Chris Lewis      | Colin Dowdeswell Frew McMillan | 3-6, 4-6      |